# 篠原国幹

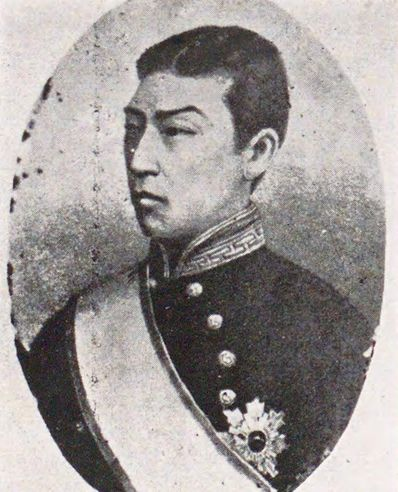
篠原国幹

篠原 国幹（しのはら くにもと、天保7年12月5日（1837年1月11日） - 明治10年（1877年）3月4日）は、日本の武士（薩摩藩士）、陸軍軍人。位階は贈正五位。

## 経歴

### 薩摩藩

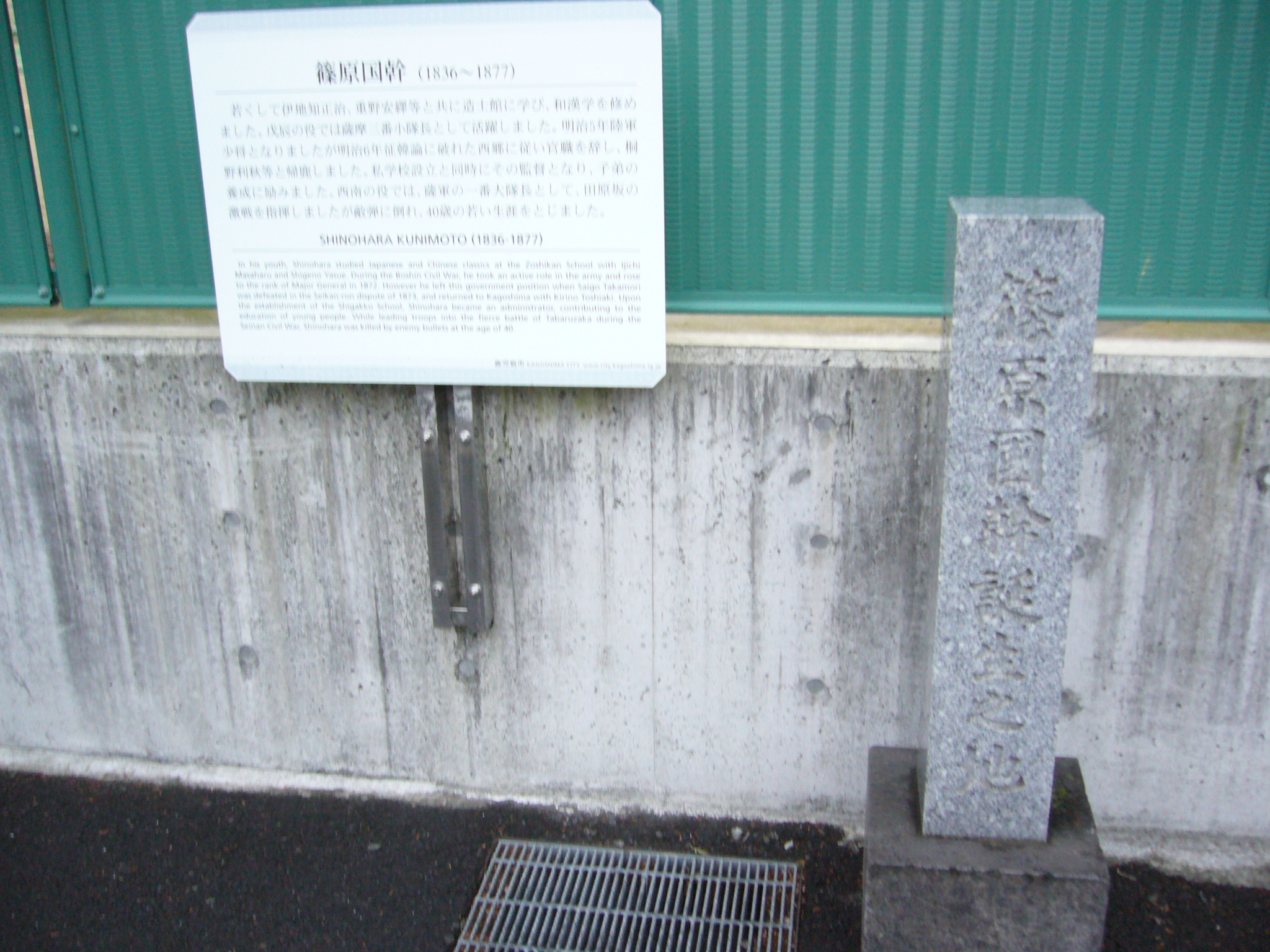
誕生地碑（鹿児島市加治屋町）

薩摩国鹿児島城下の平之町で篠原善兵衛の子として生まれる。諱（名）は国幹、通称は藤十郎、冬一郎という。少年時代に藩校・造士館に入って和漢学を修め、ついで藩校の句読師となり、長じてからも和漢の典籍を読むことを好んだ。剣術ははじめ薬丸兼義に薬丸自顕流を、次いで和田源太兵衛に常陸流を学ぶ。江戸に出て練兵館で神道無念流を学んだ。また馬術・鎗術・弓術も極め、文武両道を兼ねていた。
文久2年（1862年）、有馬新七らと挙兵討幕を企てたが、島津久光の鎮圧にあって失敗した（寺田屋騒動）。薩英戦争で砲台守備に出陣。戊辰戦争のとき、薩摩藩の城下三番小隊の隊長となって鳥羽・伏見の戦いに参戦し、その後、東征軍に従って江戸に上った。上野の彰義隊を攻めたときは、正面の黒門口攻めを担当し、その陣頭に立っての指揮ぶりの勇猛さで世に知られた。この後、奥羽へ転戦した。

### 明治新政府
明治2年（1869年）に鹿児島常備隊がつくられたとき、第二大隊の隊長となった。藩が御警衛兵を派遣した際には第二大隊・第三大隊の一部（計400名、6ヶ月詰）を率いて上京し、翌年鹿児島へ帰った。明治4年（1871年）、西郷隆盛が常備隊（5,000名）を率いて上京した際には、その一部を率いて従った。明治政府がこの兵を御親兵に組み入れ、廃藩置県を強行したことはよく知られている。篠原はこのときに陸軍大佐に任じられた。後に陸軍少将に昇進し、近衛局出仕を兼ね、従五位に叙せられた。近衛長官のとき、軍事演習を見た明治天皇がその指揮ぶりに感心し、「篠原に見習うように」と、その演習地を「習志野（ならしの）」と名付けたという説もあるが、裏付ける史料はない。
明治6年（1873年）に征韓論が破裂して西郷が下野すると、天皇の引き留めの命にも従わず、近衛長官の職をなげうって鹿児島へ帰った。「陸軍士官、相去るもの此の如きに於ては、慮なき能はず。但だ篠原少将の在るあり、桐野等去るも、猶未だ憂ふるに足らず」（種田政明）と存在自体が高く評価されていたので、この帰国は政府・軍関係者に大きな衝撃を与えた。

### 西南戦争
明治7年（1874年）に桐野利秋・村田新八らとともに鹿児島に私学校を設立し、その監督となり、青年子弟を養成した。明治8年（1875年）、大山綱良の依頼により西郷が主に私学校党から区長・副区長を推薦したときは、池上四郎らとともにその人選に関与した。
明治10年（1877年）、弾薬庫襲撃事件と中原尚雄による西郷刺殺計画を聞いた篠原は政府問罪の師もやむなしとし、2月6日に私学校本校で行われた大評議では出兵に賛成した。出兵に際しては池上四郎が募兵、篠原が部隊編制、桐野利秋が各種軍備品の収集調達、村田新八が兵器の調達整理、永山弥一郎が新兵教練を担当した。2月13日の大隊編制では、桐野が総司令兼四番大隊指揮長、篠原が副司令格の一番大隊指揮長となった。2月22日から始まった熊本攻城戦では背面軍を村田新八・別府晋介らとともに指揮し、夜の本営軍議では損害を顧みず、一挙強襲によって熊本城を攻めるべきと主張したが、異議多く、策は入れられなかった。
政府軍部隊の南下が始まり、木葉・植木・田原の戦いが激化し、2月24日に高瀬方面に向かう第一旅団・第二旅団が南関に着くと、これに対抗するために、熊本城攻囲を池上四郎に任せ、海岸線の抑えに永山弥一郎を遣わし、桐野利秋は山鹿、村田新八・別府晋介は木留へ進出し、篠原は六箇小隊を率いて田原に出張本営を設けた。この後、優勢な人員と進んだ武器を有する政府軍に徐々に押されたが、篠原の部隊はよく防ぎ、撃退した。菊池川の戦いでは中央隊を請け負っていたが、弾丸が欠乏したという理由から勝手に戦線を離脱してしまうなどという粗雑な面を見せた。
3月4日早朝、政府軍第2旅団の野津支隊が悪天候を利用し、吉次本道から薩軍の奇襲を試みた。これを受けた篠原は、村田とともに川尻からの増援部隊を基幹として反撃に出た。篠原は左翼隊三ノ岳中腹から、村田は半高山からそれぞれ官軍左翼を攻撃。このとき、同郷の出身で元部下の近衛歩兵第1連隊第2大隊長・江田国通少佐は、濃霧と雷雨の中、赤裏の外套をひるがえし、銀装刀を揮い、陣頭に立って部隊を指揮する篠原の姿を前方に認めた。すぐさま江田少佐は射撃の上手い兵に赤裏の外套を目印として狙撃を命じ、弾を数発受けた篠原はその場に崩れ落ちた。享年41（数え歳）。
篠原を失った薩軍は、復讐心から逆に戦意を高め、江田少佐を斃（たお）し、官軍を原倉まで退けた。

## 人物
- 挙兵直後の明治10年（1877年）2月25日に「行在所達第四号」で官位を褫奪（ちだつ）され、死後、賊軍の将として遇されたが、大正5年（1916年）に正五位を追贈されて名誉回復した。
- 『西南記伝』一番大隊将士伝に篠原を評して「国幹、人となり、顴骨（かんこつ）高く秀で、眼光炯然（けいぜん）、挙止粛毅（しゅくき）、威望自ら露はれ、人をして自然に畏敬の念を起さしむ。而して事に処する、用意周匝（しゅうそう）、苟（いやしく）もせず、故を以て西郷隆盛、深く其人と為りを重じ、其交殊に厚く、殆ど親戚同様なりしと云ふ」としている。「挙止粛毅」の中には極端に寡黙であったことも含んでいる。篠原は戦闘部隊を指揮する場合でも大声を発せず身振りだけで指揮したといわれる。
- 篠原は出陣に際し、「ふたつなき道にその身をふり捨てゝみかき尽せようみの子供ら」という歌を家族に残した。なお篠原関係の文書としては、明治2年（1869年）から明治3年（1870年）にかけてのことを書いた日記の鉛筆による写し「篠原国幹日記写」が鹿児島図書館に現存している。

## 評価
- 岡本柳之助 「篠原は髭のない肉付きの豊かな巨男で、粗末な薩摩飛白の羽織に袴をつけて、座布団の上へむっくりと座っていた。いたって無口な人で、時折薩摩の蛮音で話を進める態度が、俺には酷く分別臭い爺さんに思われた。（中略、征韓論について互いに意見を述べた後で）言辞整然、論旨明徹、流石は器量人と感服した。」[3]

## 関連作品
テレビドラマ
- 『田原坂』（1987年、日本テレビ、演：大門正明）
- 『翔ぶが如く』（1990年、NHK大河ドラマ　演：西田静志郎）
- 『八重の桜』（2013年、NHK大河ドラマ、演：荒井隆人）
- 『西郷どん』（2018年、NHK大河ドラマ 演：榊英雄）

映画
- 『半次郎』（2010年、演：永澤俊矢）